# Königslieder
Königslieder ist ein Walzer von Johann Strauss (Sohn) (op. 334). Das Werk wurde am 4. April 1869 im Blumensaal der Gartenbaugesellschaft in Wien erstmals aufgeführt.

## Einzelnachweis
1. ↑  Quelle: Englische Version des Booklets (Seite 94) in der 52 CDs umfassenden Gesamtausgabe der Orchesterwerke von Johann Strauß (Sohn), Hrsg. Naxos (Label). Das Werk ist als siebter Titel auf der 35. CD zu hören.